# Shinichiro Soh
Shinichiro Soh –en japonés, 宗 真一郎, Soh Shinichiro– (18 de junio de 1972) es un deportista japonés que compitió en judo. Ganó una medalla de oro en el Campeonato Asiático de Judo de 1993, en la categoría de –95 kg.

## Palmarés internacional
| Campeonato Asiático | Campeonato Asiático | Campeonato Asiático | Campeonato Asiático |
| Año                 | Lugar               | Medalla             | Categoría           |
| ------------------- | ------------------- | ------------------- | ------------------- |
| 1993                | Macao (Portugal)    | Medalla de oro      | –95 kg              |